# Powell-Becken
Koordinaten: 62° 15′ S, 49° 30′ W
Das Powell-Becken ist ein Seebecken im antarktischen Weddell-Meer. Es liegt südwestlich der Südlichen Orkneyinseln.
Namensgeber der im Oktober 1977 durch das Advisory Committee on Undersea Features (ACUF) bestätigten Benennung ist der britische Robbenfängerkapitän George Powell (1794–1824), der 1821 die Südlichen Orkneyinseln entdeckt hatte.